# Achille Heyndrickx
Achille Edouard Rosalie Heyndrickx (Gentbrugge, 13 mei 1888 - Ledeberg, 15 januari 1953) was een Belgisch volksvertegenwoordiger en burgemeester.

## Levensloop
Heyndrickx vestigde zich als apotheker-scheikundige in Ledeberg.
In 1926 werd hij verkozen tot gemeenteraadslid en van 1926 tot 1932 was hij schepen van Ledeberg. Van 1926 tot 1946 was hij ook provincieraadslid van Oost-Vlaanderen. Van 1947 tot 1952 was hij burgemeester van Ledeberg.
In 1946 werd hij verkozen tot CVP-volksvertegenwoordiger voor het arrondissement Gent-Eeklo, een mandaat dat hij vervulde tot in 1949.